# 신민철 (배우)
신민철(1986년 5월 25일 ~ )은 대한민국의 배우이자 모델이다.

## 학력
- 배재중학교
- 배재고등학교
- 서강대학교 사회학과 (신문방송학, 심리학, 사회학 다전공)

## 출연작

### 영화
- 《달밤체조 2015》 (2018년) - 준기 역
- 《비스티걸스》 (2017년) - 강민 역
- 《우리 연애의 이력》 (2016년) - 오선재 역
- 《프랑스 영화처럼》 (2016년) - 수민 역
- 《미안해 사랑해 고마워》 (2015년) - 추 실장 역
- 《노브레싱》 (2013년) - 정동 역
- 《차형사》 (2012년) - 민승 역

### 드라마
- 《멜로홀릭》 (2017년, OCN)
- 《KBS 드라마 스페셜 - 불침번을 서라》 (2013년, KBS2) - 송강자의 아들 역

### 방송
- 《I AM A MODEL MEN》 (2006년, Mnet)

### 뮤직비디오
- 강백수 - 진심 (2018년)
- 로맨틱 펀치 - 화성에서 만나요  (2017년)
- 이솔이X정인영 - 그 겨울 그리고 너  (2016년)
- 정인 - 장마 (2011년)